# かしわめし

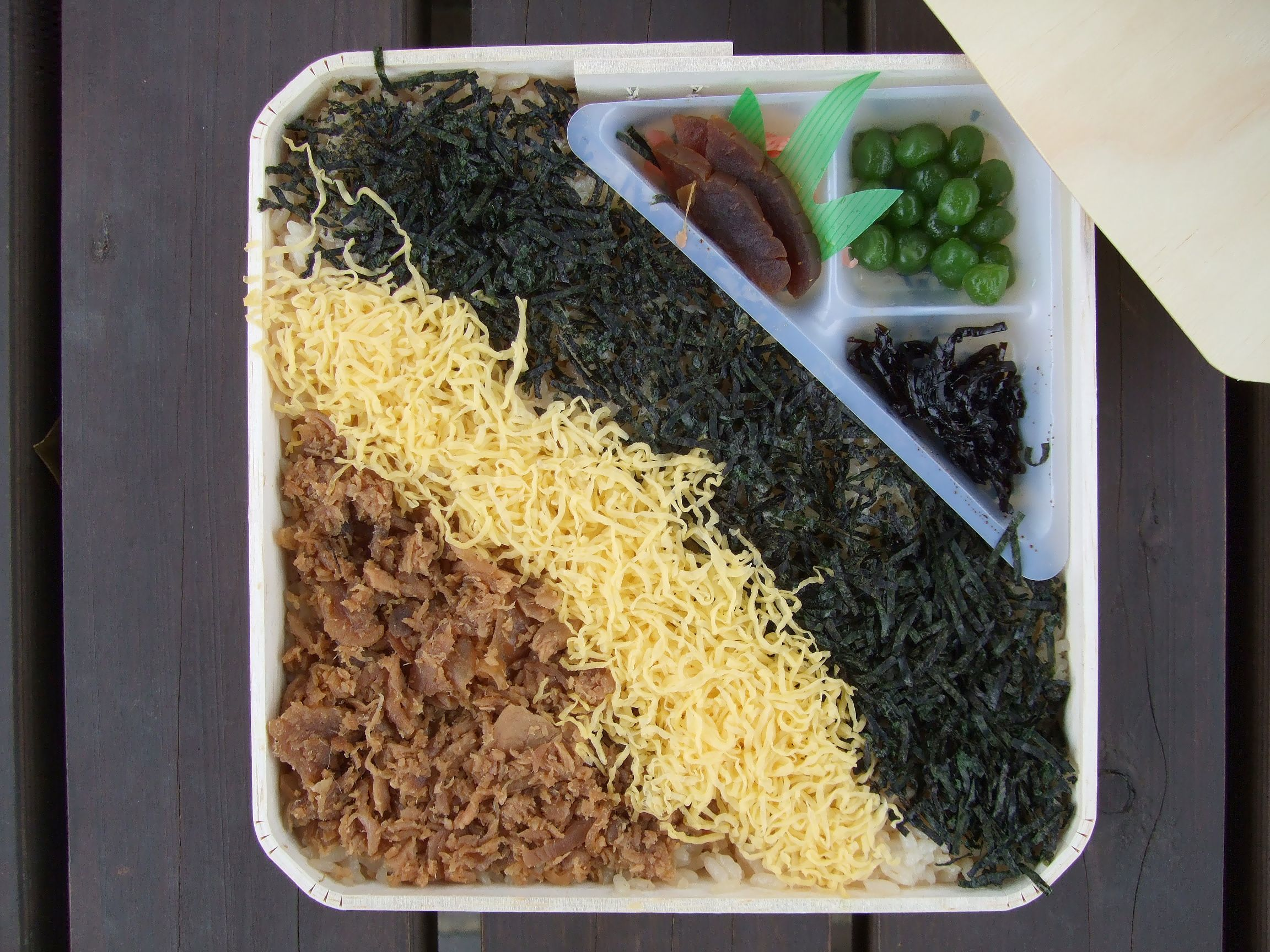
東筑軒(福岡県北九州市)「かしわめし」

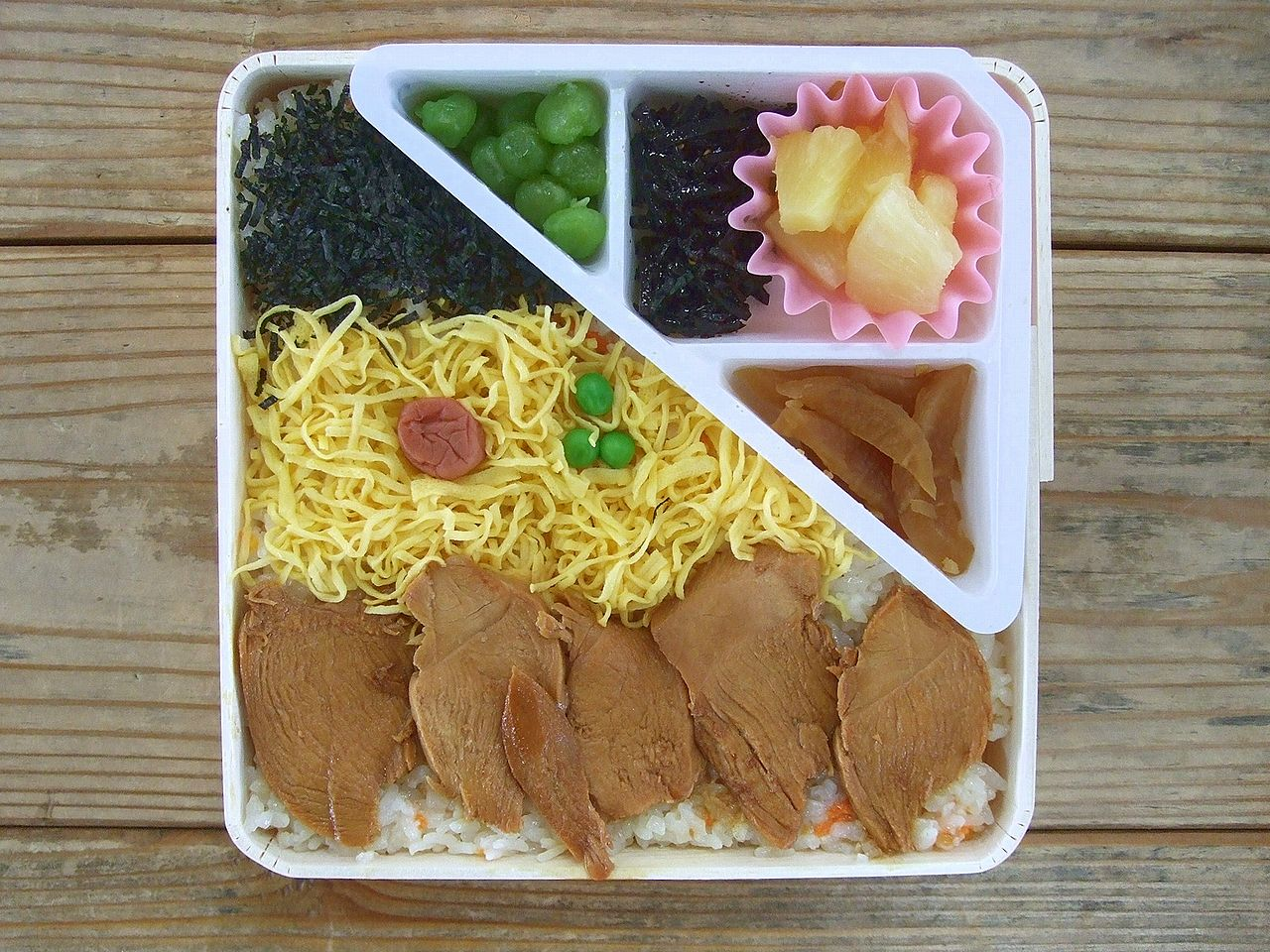
せとやま弁当(宮崎県都城市)「かしわめし弁当」

かしわめし（かしわ飯）は、九州地方の主に福岡県や佐賀県で広く親しまれている郷土料理で、鶏肉（かしわ）と野菜をご飯とともに炊き込んで作る炊き込みご飯である。

## 概要
かしわめしは、九州弁で「かしわ」と呼ばれる鶏肉と、人参や椎茸などの具材を煮詰め、ご飯と混ぜ合わせた炊き込みご飯の一つである。福岡県や佐賀県を中心とした家庭や食堂などで広く作られており、福岡の定番料理の一つである。
祭りや運動会、祝い事などのハレの日に食されるほか、駅弁の具材としても利用されている。福岡県内では、かしわ飯を握った「かしわおにぎり」や、「かしわめし弁当」などが一般的に親しまれており、県民食として定着している。
現在も家庭でよくつくられ、親から子へ継承されている。学校給食としても提供されており、若い世代にも親しまれているほか、飲食店やコンビニ、スーパーマーケットなどでも提供されており、手軽に食すことができる。駅弁でも広く人気があり、幅広い世代にも親しまれている。
調理に使われる鶏肉としては、福岡県産の地鶏「はかた地どり」が多く使用される。「はかた地どり」は筋肉質で歯ごたえがあり、噛むほどに旨味が感じられる点が特徴とされる。また、「はかた地どり」のむね肉には、認知機能の低下を抑止する効果が期待されるアンセリンやカルノシンが含まれており、消費者庁の機能性表示食品として認定された。

## 歴史
かしわめしの起源は江戸時代にさかのぼるとされている。江戸時代に発生した飢饉の後、当時の黒田藩が藩の財源確保を目的として養鶏を積極的に推奨したことにより、福岡を中心に鶏肉を使った食文化が形成され、その中でかしわめしが誕生したと伝えられている。
また、福岡は地理的に大陸に近いため、古来より中国で食べられていた鶏料理の影響を受けてきたとされる。さらに、江戸時代に長崎が貿易の窓口であったことから、その警護のために派遣されていた人々を通じて、鶏料理に関する情報も福岡に伝わったと考えられている。
鶏肉を「かしわ」と呼ぶようになった起源については諸説あるが、「黄鶏（かしわ）」という中国から渡来した黄褐色の羽毛を持つ鶏に由来するという説があるという
。また江戸時代、生類憐れみの令により肉食が禁じられると、動物の肉には隠語が用いられるようになり、鶏の羽色が紅葉した柏の葉に似ていたことから「かしわ」と呼ばれるようになったという説もある。この品種は西日本を中心に多く飼育されており、特に関西地方で「かしわ」という呼び名が広まったと考えられている。